# James Archibald Stuart
James Archibald Stuart, poi Stuart-Wortley-Mackenzie (19 settembre 1747 – 1º marzo 1818), è stato un politico e ufficiale britannico.

## Biografia
Era il secondo figlio di John Stuart, III conte di Bute e di sua moglie Mary Wortley-Montagu.

## Carriera
Era un colonnello della milizia di Bedfordshire, poi nel 1779 venne trasferito nel 92º reggimento di fanteria ed è stato nominato tenente colonnello. Alla morte della madre, nel 1794, ha ereditato le proprietà della famiglia Wortley, e assunse quel cognome il 17 gennaio 1795. Nel 1800, ha aggiunto il cognome di Mackenzie, in quanto ereditò le proprietà di suo zio James Stuart Mackenzie.

## Matrimonio
Sposò, l'8 giugno 1767, Margaret Cunynghame (16 dicembre 1745-1800), figlia di Sir David Cunynghame, III Baronetto. Ebbero cinque figli:
- John Stuart-Wortley (1773-1797);
- James Stuart-Wortley-Mackenzie, I barone di Wharncliffe (1776-1845);
- Mary Stuart-Wortley (? - 9 marzo 1855), sposò William Dundas, non ebbero figli;
- Louisa Harcourt Stuart-Wortley (ottobre 1781-31 gennaio 1848), sposò George Percy, V duca di Northumberland, ebbero cinque figli;
- George Stuart-Wortley (1783-1813).

## Ascendenza
|                                                |                             |                                                 | Genitori                                |  |  | Nonni |  |  | Bisnonni                      |  |  | Trisnonni                       |  |
|                                                |                             |                                                 |                                         |  |  |       |  |  | James Stuart, I conte di Bute |  |  | sir Dugald Stuart, II baronetto |  |
|                                                |                             |                                                 |                                         |  |  |       |  |  | James Stuart, I conte di Bute |  |  | sir Dugald Stuart, II baronetto |  |
|                                                |                             | Elizabeth Ruthven                               |                                         |  |  |       |  |  | James Stuart, I conte di Bute |  |  |                                 |  |
| James Stuart, II conte di Bute                 |                             |                                                 |                                         |  |  |       |  |  | James Stuart, I conte di Bute |  |  |                                 |  |
|                                                |                             | Agnes Mackenzie                                 | sir George Mackenzie                    |  |  |       |  |  |                               |  |  |                                 |  |
|                                                |                             | Agnes Mackenzie                                 | sir George Mackenzie                    |  |  |       |  |  |                               |  |  |                                 |  |
|                                                |                             | Agnes Mackenzie                                 | Elizabeth Dickson                       |  |  |       |  |  |                               |  |  |                                 |  |
| John Stuart, III conte di Bute                 |                             | Agnes Mackenzie                                 |                                         |  |  |       |  |  |                               |  |  |                                 |  |
|                                                |                             | Archibald Campbell, I duca di Argyll            | Archibald Campbell, IX conte di Argyll  |  |  |       |  |  |                               |  |  |                                 |  |
|                                                |                             | Archibald Campbell, I duca di Argyll            | Archibald Campbell, IX conte di Argyll  |  |  |       |  |  |                               |  |  |                                 |  |
|                                                |                             | Archibald Campbell, I duca di Argyll            | lady Mary Stewart                       |  |  |       |  |  |                               |  |  |                                 |  |
| lady Anne Campbell                             |                             | Archibald Campbell, I duca di Argyll            |                                         |  |  |       |  |  |                               |  |  |                                 |  |
|                                                |                             | Elizabeth Tollemache                            | sir Lionel Tollemache, III baronetto    |  |  |       |  |  |                               |  |  |                                 |  |
|                                                |                             | Elizabeth Tollemache                            | sir Lionel Tollemache, III baronetto    |  |  |       |  |  |                               |  |  |                                 |  |
|                                                |                             | Elizabeth Tollemache                            | Elizabeth Murray, II contessa di Dysart |  |  |       |  |  |                               |  |  |                                 |  |
| lord James Archibald Stuart-Wortley-Mackenzie  |                             | Elizabeth Tollemache                            |                                         |  |  |       |  |  |                               |  |  |                                 |  |
|                                                | hon. Sidney Wortley-Montagu | Edward Montagu, I conte di Sandwich             |                                         |  |  |       |  |  |                               |  |  |                                 |  |
|                                                | hon. Sidney Wortley-Montagu | Edward Montagu, I conte di Sandwich             |                                         |  |  |       |  |  |                               |  |  |                                 |  |
|                                                | hon. Sidney Wortley-Montagu | Jemima Crew                                     |                                         |  |  |       |  |  |                               |  |  |                                 |  |
| Edward Wortley-Montagu                         | hon. Sidney Wortley-Montagu |                                                 |                                         |  |  |       |  |  |                               |  |  |                                 |  |
|                                                |                             | Anne Wortley                                    | sir Francis Wortley, II baronetto       |  |  |       |  |  |                               |  |  |                                 |  |
|                                                |                             | Anne Wortley                                    | sir Francis Wortley, II baronetto       |  |  |       |  |  |                               |  |  |                                 |  |
|                                                |                             | Anne Wortley                                    | Frances Faunte                          |  |  |       |  |  |                               |  |  |                                 |  |
| Mary Wortley-Montagu, I baronessa Mount Stuart |                             | Anne Wortley                                    |                                         |  |  |       |  |  |                               |  |  |                                 |  |
|                                                |                             | Evelyn Pierrepont, I duca di Kingston-upon-Hull | Robert Pierrepont                       |  |  |       |  |  |                               |  |  |                                 |  |
|                                                |                             | Evelyn Pierrepont, I duca di Kingston-upon-Hull | Robert Pierrepont                       |  |  |       |  |  |                               |  |  |                                 |  |
|                                                |                             | Evelyn Pierrepont, I duca di Kingston-upon-Hull | Elizabeth Evelyn                        |  |  |       |  |  |                               |  |  |                                 |  |
| lady Mary Pierrepont                           |                             | Evelyn Pierrepont, I duca di Kingston-upon-Hull |                                         |  |  |       |  |  |                               |  |  |                                 |  |
|                                                |                             | lady Mary Feilding                              | William Feilding, III conte di Denbigh  |  |  |       |  |  |                               |  |  |                                 |  |
|                                                |                             | lady Mary Feilding                              | William Feilding, III conte di Denbigh  |  |  |       |  |  |                               |  |  |                                 |  |
|                                                |                             | lady Mary Feilding                              | Mary King                               |  |  |       |  |  |                               |  |  |                                 |  |
|                                                |                             | lady Mary Feilding                              |                                         |  |  |       |  |  |                               |  |  |                                 |  |